# 二乙基亚砜
二乙基亚砜是一种有机硫化合物，化学式为C4H10OS。

## 制备
用溴乙烷和硫化钠反应，得到二乙硫醚，再用H2O2氧化得到产物：
Na2S + 2 EtBr → Et2S + 2 NaBr
Et2S + H2O2 → Et2SO + H2O